# 슬립타이트
《슬립타이트》(스페인어: Mientras duermes, 영어: Sleep Tight)는 2011년 공개된 스페인의 심리 스릴러 영화이다. 2012년 제26회 고야상에서 루이스 토사르가 남우 주연상을 수상하였다.

## 줄거리
바르셀로나의 한 아파트 관리인 세사르는 어떤 좋은 일이 있어도 행복을 느끼지 못하는 인물이다. 그는 아파트 주민들을 불행하게 만드는 데서 희열을 느낀다. 특히 클라라라는 여성에게 집착하며, 그녀를 괴롭히기 위해 몰래 아파트에 침입하고, 그녀의 물건들을 망가뜨리거나 클로로포름을 사용하여 깊은 잠에 빠지게 한 후 각종 해코지를 한다.
어느 날 클라라의 방 침대 밑에 숨어 있던 세사르는 그녀가 남자친구 마르코스를 데려오자 당황한다. 마르코스와 클라라의 관계로 침대가 흔들리던 중 세사르는 실수로 본인 얼굴에 마취제를 떨어뜨린다. 세사르는 급히 도망치려 하지만 잘못된 열쇠를 가져 와 나갈 수 없게 되었다는 걸 깨닫는다. 결국 세사르는 마르코스에게 들키지만, 거짓말로 상황을 모면하고 빠져나온다.
클라라가 임신했다는 사실이 밝혀진 뒤 마르코스는 세사르가 그간 클라라의 아파트에 침입했으며 클라라에게 약물을 써왔다는 걸 알게 된다. 마르코스는 세사르에게 클라라의 아파트 벌레 문제를 확인해 달라고 요청해 그를 클라라의 아파트로 불러낸다. 둘이 격렬한 몸싸움을 벌인 끝에 세사르가 유리 조각으로 마르코스를 살해한다.
세사르는 자신의 범행을 알고 있는 아파트의 십 대 소녀 우르술라를 협박하여 입을 다물게 만든다. 이후 클라라는 이사를 가고 아이를 낳는다. 세사르는 클라라에게 편지를 보내, 아이를 볼 때마다 자신을 떠올리기를 바라고, 클라라 덕분에 마침내 행복을 느꼈다고 말한다.

## 출연진
- 루이스 토사르
- 마르타 에투라
- 알베르토 산후안
- 페트라 마르티네스
- 이리스 알메이다